# Innocenty (Pustynski)
Innocenty, imię świeckie: Aleksandr Dmitrijewicz Pustynski (ur. 1869 w guberni wołogodzkiej, zm. w 1935 lub 1942 w Ałma-Acie) – rosyjski biskup prawosławny.

## Życiorys
Ukończył seminarium duchowne w Wołogdzie. W 1893 uzyskał dyplom kandydata nauk teologicznych w Kijowskiej Akademii Duchownej, po czym wyjechał jako członek rosyjskiej misji prawosławnej do San Francisco i objął w miejscowym soborze stanowisko psalmisty. We wrześniu 1894 złożył wieczyste śluby mnisze. W tym samym miesiącu został hierodiakonem, 25 września - hieromnichem. Do 1895 służył w różnych parafiach w Stanach Zjednoczonych, do swojego powrotu do Rosji. W 1899 otrzymał godność archimandryty. W 1900 na podstawie dysertacji poświęconej teologii pastoralnej w dziewiętnastowiecznej Rosji otrzymał tytuł magistra nauk teologicznych i objął stanowisko rektora seminarium duchownego w Twerze. W 1903 został przełożonym Monasteru Czudowskiego w Moskwie.
14 grudnia tego samego roku w Petersburgu miała miejsce jego chirotonia na biskupa alaskańskiego, wikariusza eparchii północnoamerykańskiej. Jako konsekratorzy wzięli w niej udział metropolici moskiewski Włodzimierz, kijowski i halicki Flawian, arcybiskup kazański Dymitr, biskupi północnoamerykański Tichon, tulski Pitirim, wołyński Antoni, jakucki Nikanor, gdowski Konstanty, narewski Antonin i alawerdzki Eutymiusz. W latach 1909–1912 biskup Innocenty kierował eparchią jakucką i wilujską. W 1912 przeniesiony na katedrę turkiestańską i taszkencką. W 1918 został podniesiony do godności arcybiskupiej. W 1923 przeszedł w stan spoczynku.
W 1923 ogłosił swoje przejście do Żywej Cerkwi, w której objął godność arcybiskupa kurskiego i obojańskiego. Następnie od 1924 do 1929 był w ramach niekanonicznej Cerkwi metropolitą kijowskim i halickim, zaś od 1929 do 1934 - archangielskim i chołmogorskim. W 1934 odszedł w stan spoczynku i zamieszkał na stałe w Ałma-Acie. W 1937 został tamże aresztowany, następnie skazany na śmierć przez trójkę NKWD i rozstrzelany.